# 二上山万葉ライン
二上山万葉ライン（ふたがみやままんようらいん）とは、富山県高岡市の二上山を通る道路である。

## 概要
二上山の山並みを巡る約8.4 kmのドライブコースで、1966年4月22日に開通した（名称決定は1965年12月21日で、高岡市観光協会による公募によるものであった。それまでの仮称は『二上山縦貫自動車道』であった）。
晴天時には立山連峰から能登半島までの景観が見渡せる絶景スポットで、山頂付近には展望台があり、高岡市街地を一望できる。沿線には守山城跡、平和観音像、大伴家持像、仏舎利塔、二上山万葉植物園、二上山キャンプ場などの観光スポットも点在している。22時以降は道路の一部が閉鎖される。
日本夜景遺産にも登録されている。